# A fantasztikus Burt Wonderstone
A fantasztikus Burt Wonderstone (eredeti cím: The Incredible Burt Wonderstone) 2013-ban készült amerikai filmvígjáték, melyet Don Scardino rendezett. A főszerepet Steve Carell, Steve Buscemi, Jim Carrey, Olivia Wilde és Alan Arkin alakítja.
Az Amerikai Egyesült Államokbank 2013. március 15-én mutatták be, Magyarországon kizárólag DVD-n jelent meg szinkronizálva 2013. június 26-án.

## Cselekmény
1982-ben a fiatal Albert Weinselsteint gyakran nagyobb gyerekek zaklatják. Édesanyja egy különleges bűvésztrükk-készletet ad neki születésnapi ajándékba, amelyet a veterán bűvész, Rance Holloway készített. Tanulmányozza az oktatóvideót, és elkezd gyakorolni néhány trükköt, amivel magára vonja egy osztálytársa, Anthony Mertz figyelmét. Együtt gyakorolnak, és végül Burt Wonderstone (Steve Carell) és Anton Marvelton (Steve Buscemi) profi bűvészekké válnak, ami sikereket hoz nekik, és a Las Vegas-i Bally's Hotelben állandó főszerepet kapnak. Tíz év után azonban, amikor újra és újra ugyanazokat a trükköket adják elő, Burt túlságosan magabiztos, egocentrikus primadonnává válik, Anton pedig kezdi megelégelni Burt egóját, ami már a korábbi női asszisztenseikbe is került, akiket a műsorban mind "Nicole"-nak hívnak. Burt a nagy sietségben Jane-t (Olivia Wilde), a produkciós asszisztenst szerződteti új Nicole-nak.
Burt és Anton találkozik a feltörekvő utcai bűvész Steve Gray-el (Jim Carrey), aki egy különleges, de egyben felkavaró kártyatrükköt mutat be a televíziós bűvészműsorához, az Agyerőszakolóhoz. Burt és Anton műsorának nézőszáma hamarosan csökken, ami feldühíti a Bally's tulajdonosát, Doug Munnyt. Gray kitartáson alapuló mutatványaiból kiindulva Anton azt javasolja, hogy ő és Burt próbáljanak ki egy hasonló fogást - zárják be magukat egy plexiüveg ketrecbe, a "Hődobozba", amely a magasban lóg. Burt túlságosan magabiztos, nem készül fel a mutatványra, és szinte azonnal pánikba esik, aminek következtében a mutatvány kudarcba fullad, és Anton megsérül. Anton dühösen felhagy a Burt-tel való együttműködéssel, és Jane is kilép.
Burt nem hajlandó változtatni a mutatványán, egyedül állítja színpadra a kétszemélyes show-t, katasztrofális eredménnyel. Munny leállítja a produkciót, és Burt, aki az évek során elherdálta a bevételeit, csődbe megy. Burt kétségbeesetten próbál munkát találni, és végül egy volt vegasi szórakoztatóművészeket ellátó, idősek otthonában kap állást, mint előadóművész. Ott találkozik Hollowayjel, aki néhány évvel korábban visszavonult, mert úgy látta,  már nem boldog a fellépésekkel. Holloway tanácsokat ad Burtnek a bűvészkedésről, és arra ösztönzi, emlékezzen a kezdeti csodára, amely arra késztette, hogy bűvész legyen. Burt csalódottan látja, hogy Jane - aki maga is egy feltörekvő bűvész - Graynek dolgozik. Megdöbbenve Gray stílusától, Holloway és Burt kifejlesztik saját trükkjeiket. Jane meglátogatja a nagymamáját az intézetben, és rendbe hozza a dolgokat Burttel.
Doug új kaszinó-hotelt nyit, és ötéves szerződést ajánl a kaszinó nyitóestéjén megrendezett tehetségkutató győztesének. Meghívja Burtet, hogy tartson bűvészbemutatót a fia születésnapi partiján, de Gray is megjelenik, és megpróbálja saját trükkjeivel háttérbe szorítani Burtet. Jane undorodva Gray tetteitől, otthagyja a műsorát. Burt újra kapcsolatba kerül Antonnal, aki bűvészkészleteket kínálgat Kambodzsában. A Kambodzsában talált kratom nevű kábítószer, amely mély álomba ringatja a használókat, ötletet ad nekik egy szenzációs trükk bemutatására, amelyet soha nem tudtak tökéletesíteni: az "Eltűnő közönség".
A tehetségkutató műsorban Gray előadásában fúrógéppel belefúr a koponyájába, azt állítva, hogy ez nem hat rá. Ez azonban visszafelé sül el, és Gray agykárosodást szenved. Holloway ezután bemutatja Burt, Anton és Jane előadását, mielőtt titokban elaltatják a közönséget kratom altatógázzal, majd egy külső helyszínre szállítják őket ugyanabban az ülésrendben. A közönség felébred, és csodálattal reagál, Doug pedig Burtnek és Antonnak ítéli a főműsorszámot; ők Jane-t kérik fel csapattársnak. A trió ezután újra előadja az Eltűnő közönség trükkjét, és mindenkit visszavisz a kaszinó színháztermébe, miközben az immár szellemi fogyatékos Gray még mindig a koponyájában lévő fúrószárral nézi őket.
A film végén az utolsó jelenet azt mutatja be, hogy Burt, Anton, Holloway és a többiek hogyan szállították a közönséget a szabad területre: az eszméletlen nézőket szertelenül vonszolják és szállítják a helyszínre, majd egy mozgó furgonban visszahurcolják őket a színházba.

## Szereplők
| Színész          | Szerep           | Magyar hang    |
| ---------------- | ---------------- | -------------- |
| Steve Carell     | Burt Wonderstone | Kassai Károly  |
| Steve Buscemi    | Anton Marvelton  | Epres Attila   |
| Olivia Wilde     | Jane             | Pálmai Anna    |
| Jim Carrey       | Steve Gray       | Kerekes József |
| Alan Arkin       | Rance Holloway   | Reviczky Gábor |
| James Gandolfini | Doug Munny       | Kőszegi Ákos   |
| Mason Cook       | Burt gyerekként  | Straub Martin  |
| Luke Vanek       | Anton gyerekként | Straub Norbert |